# エイネル・ソアレス
エイネル・ドミンゴス・リマ・ソアレス（Eynel Domingos Lima Soares 、2000年1月12日 - ）は、カーボベルデ・サン・ヴィセンテ島出身のプロサッカー選手。ASトレンチーン所属。ポジションは、フォワード。

## 来歴
2018年8月12日、リーガプロのパソス・フェレイラ戦でプロデビューを果たした。